# Абаптація
Абаптація — зумовленість ознак організму попередніми поколіннями його виду та їхніми умовами життя. 
У теорії природного відбору концепція абаптації деякою мірою конкурує з твердженням про адаптацію організмів, оскільки неявним чином передбачає наявність певного задуму чи передбачення, що очевидно не могло мати місце в реальності.
Термін «абаптація» (англ. abaptation) створений за аналогією зі словом «адаптація» (англ. adaptation), але префікс ad-, що означає «посилення» або «додавання», замінена префіксом ab-, що означає «відібрання». І якщо «адаптація» — це «додаток пристосованості», то «абаптація» — «зникнення пристосованості».
Прикладом абаптації є еволюція механізму засвоєння рослинами вуглецю з повітря — еволюція C4-фотосинтезу з C3-фотосинтезу.

## Ресурси Інтернету
- Природний добір — адаптація чи абаптація? [Архівовано 4 березня 2016 у Wayback Machine.] (рос.)